# Open Diputación Ciudad de Pozoblanco 2013
L'Open Diputación Ciudad de Pozoblanco 2013 (Spain F28 Futures 2013) è stato un torneo di tennis facente parte della categoria ITF Men's Circuit nell'ambito dell'ITF Men's Circuit 2013. Il torneo si è giocato a Pozoblanco in Spagna dal 26 agosto al 1º settembre 2013 su campi in terra rossa e aveva un montepremi di $15,000.

## Vincitori

### Singolare
Andrés Artuñedo ha battuto in finale  David Perez Sanz con il punteggio di 6(6)–7, 6–0, 6–1

### Doppio
James Cluskey /  Maximilian Neuchrist hanno battuto in finale  Ivan Arenas-Gualda /  Jose Checa-Calvo con il punteggio di 6–3, 6–2